# Haval H1
Haval H1 або раніше Great Wall Haval M4 — субкомпактний кросовер виробництва китайського виробника Great Wall. Great Wall Haval M4 було перейменовано просто на Haval H1 після того, як у 2013 році Great Wall зробила Haval як окремий суббренд. 

## Перше покоління
Заснований на Great Wall Florid та Toyota Ist, Great Wall Haval M4 був представлений на китайському автомобільному ринку в 2012 році. Ціна варіюється від 63 900 до 71 900 юанів. 

Haval M4 оснащено 1,5-літровым 4-циліндровим двигуном, що також встановлюється на седани Voleex C30, а також кроссовер Haval M2. Завдяки алюмінієвому блоку циліндрів, електронному впорскуванню пального та системі газорозподілення VVT двигун видає 97 к.с. та 138 Нм обертального моменту. Автомобіль комплектується 5-ступеневою механічною КПП. Максимальна швидкість становить 172 км/г. Привод — передній, однак існує і повнопривідна модифікація. У базову комплектацію входять дві передні подушки безпеки, ремені з системою попереднього натягу, травмобезпечна рульова колонка. Під час руху центральний замок автоматично блокує двері. Автомобіль укомплектовано дисковими гальмами всіх коліс та ABS в комбінації з системами розподілення гальмівних зусиль EBD та допомоги під час гальмування.

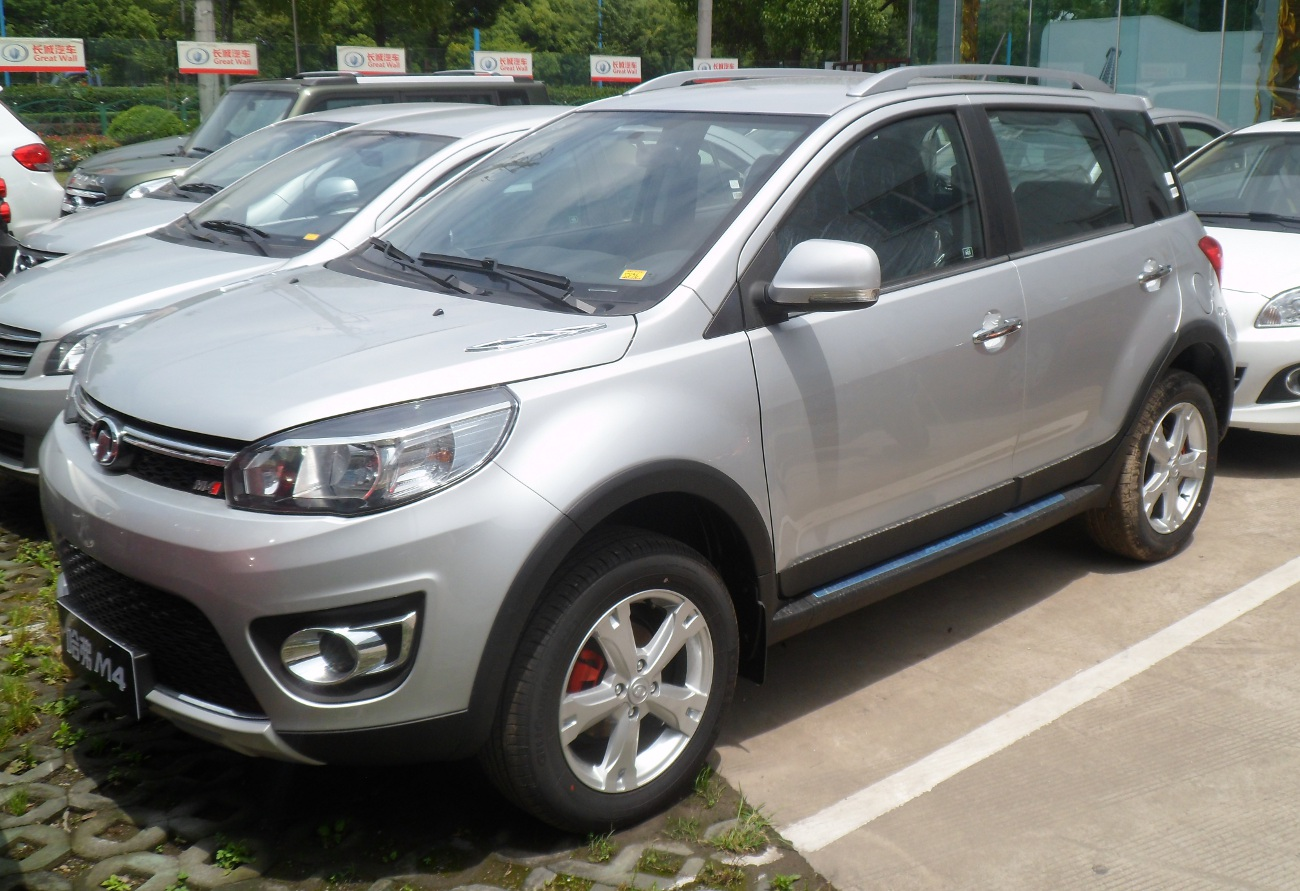
Great Wall Haval M4
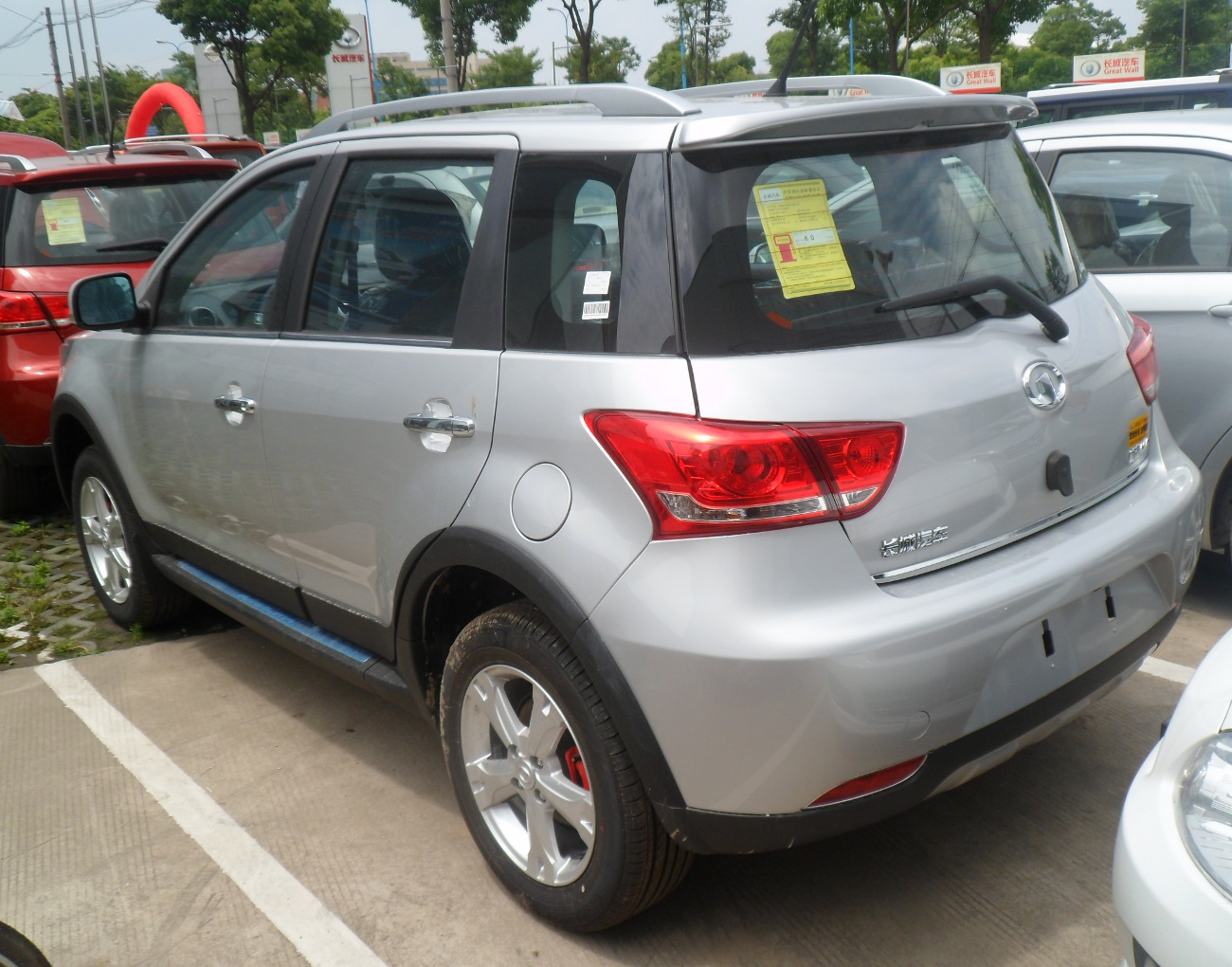
Вид ззаду
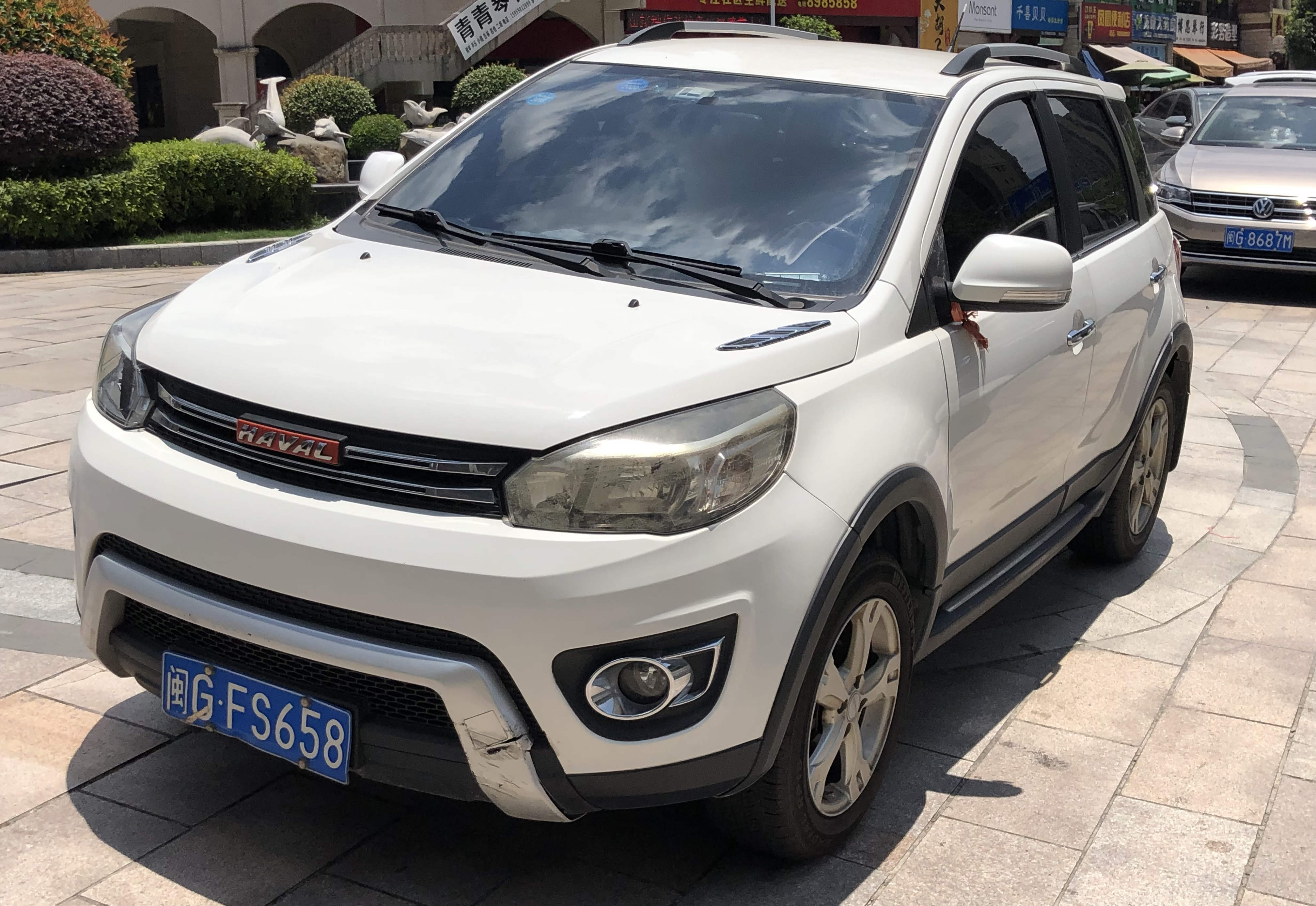
Haval H1
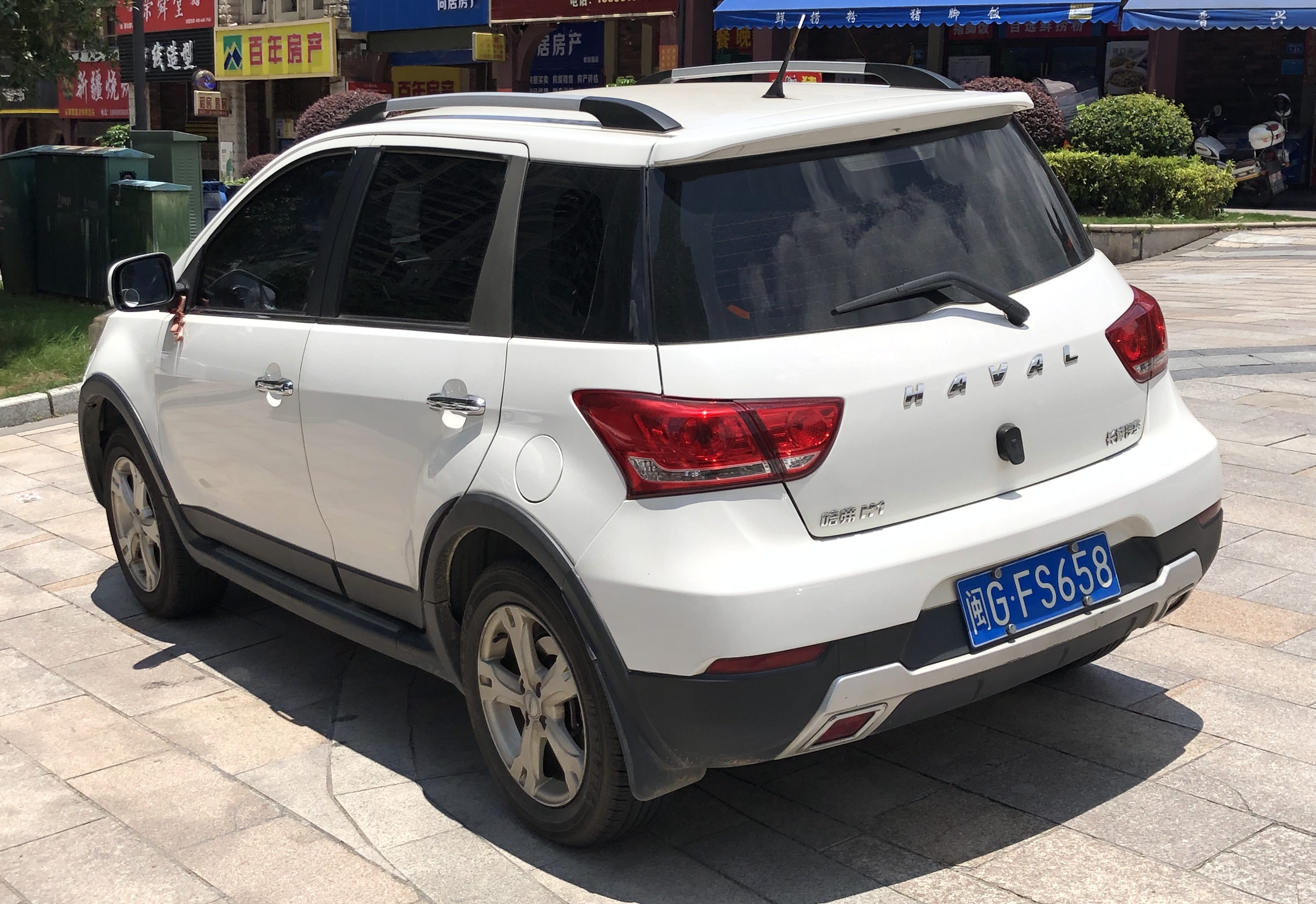
Вид ззаду

## Друге покоління
Друге покоління Haval H1 було представлено на китайському автомобільному ринку з ціною від 68 900 юанів до 82 900 юанів. Цей субкомпактний кросовер, який дебютував на автосалоні в Ченду в Китаї в 2014 році, по суті є переробленим Great Wall Voleex C20R. Єдиним доступним двигуном є 1,5-літровий чотирициліндровий бензиновий двигун потужністю 106 к.с. і 138 Нм, що поєднується з п’ятиступінчастою механічною коробкою передач. 

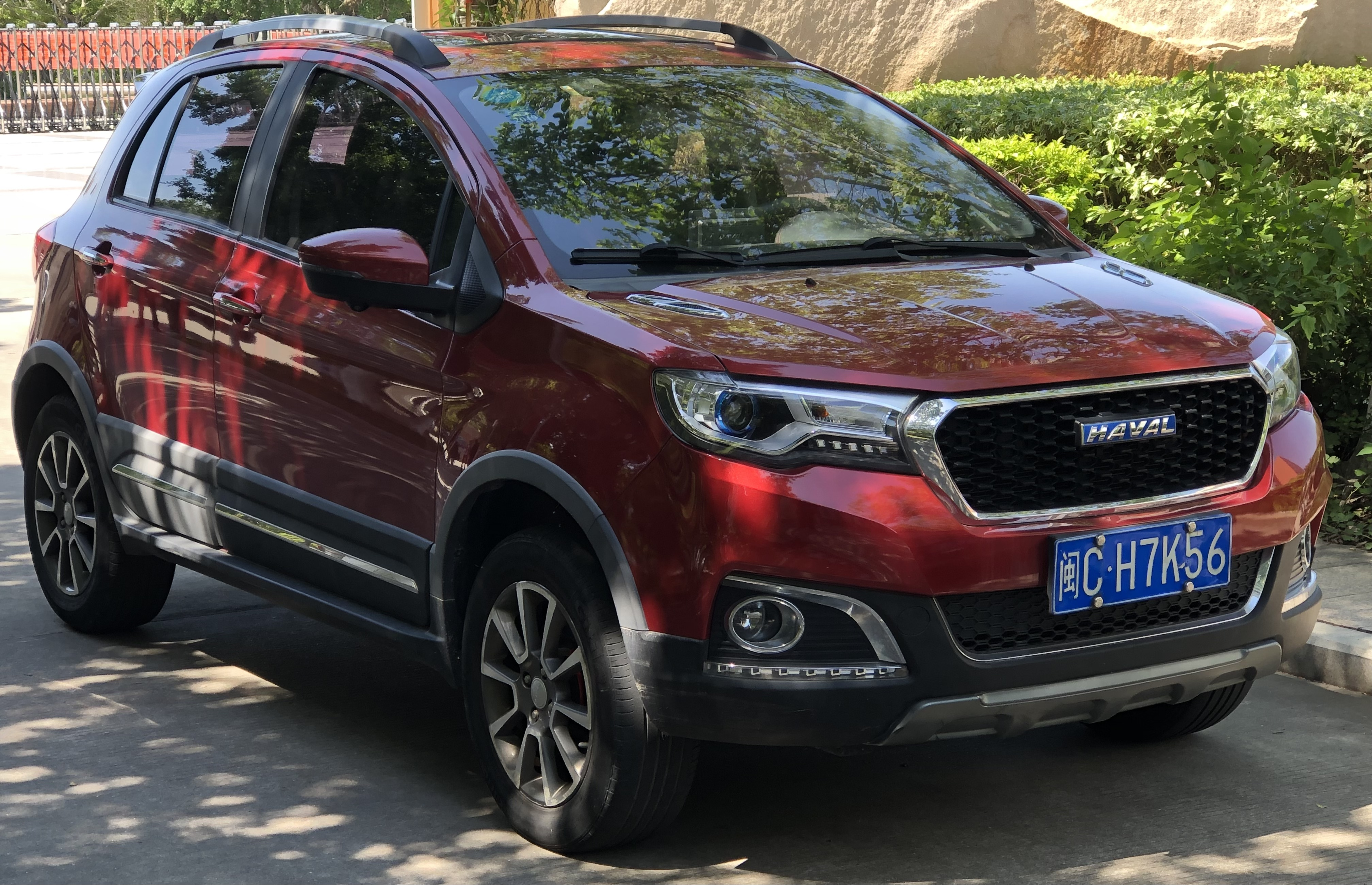
Вид спереду
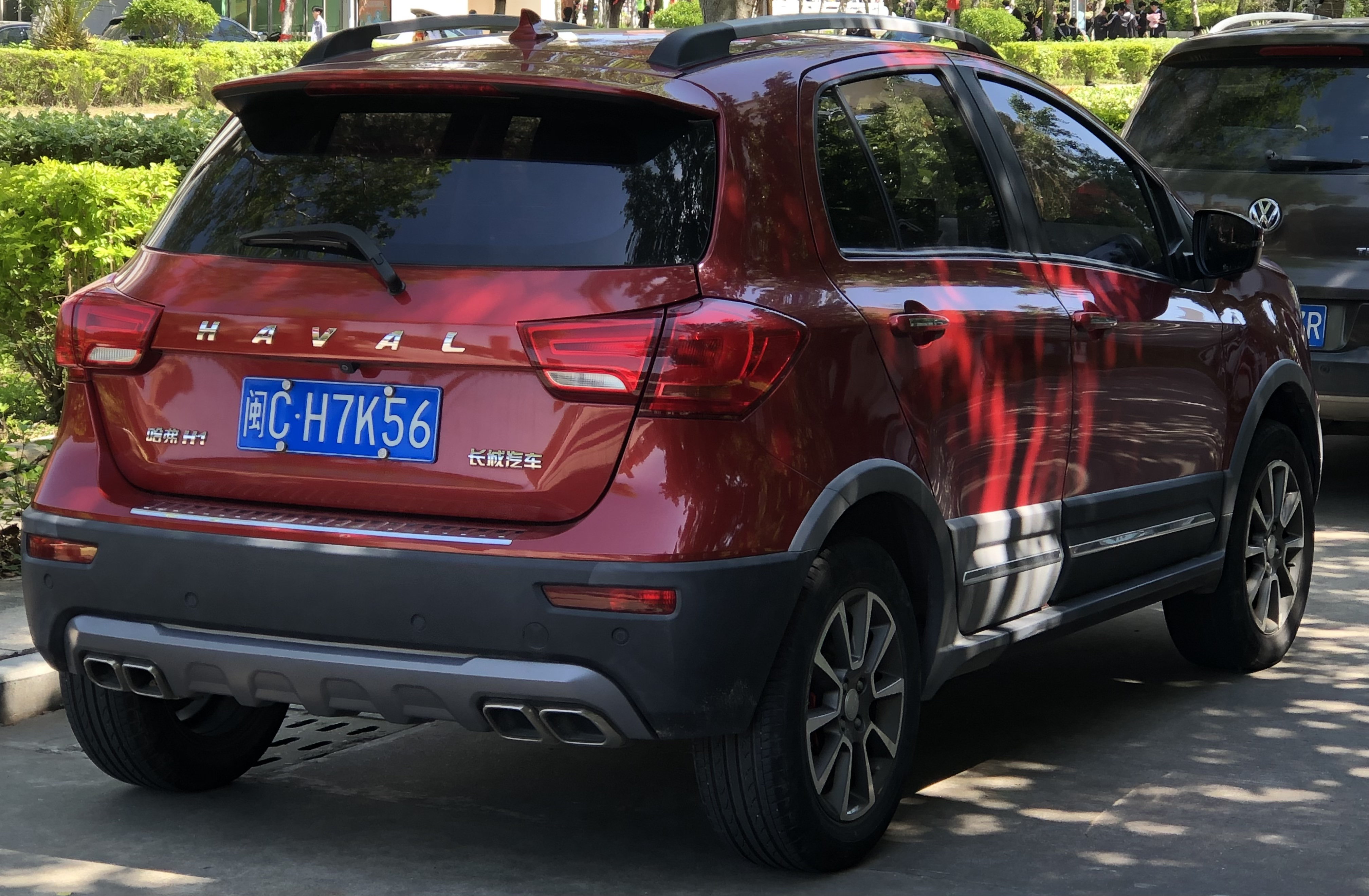
Вид ззаду